# Praealticus margaritarius
Praealticus margaritarius är en fiskart som först beskrevs av Snyder, 1908.  Praealticus margaritarius ingår i släktet Praealticus och familjen Blenniidae. Inga underarter finns listade i Catalogue of Life.